# Eithne (Schiff)
Eithne ist ein außer Dienst gestelltes Patrouillenboot des Irish Naval Service, der irischen Marine. Es ist nach Eithne benannt, der Tochter des einäugigen Königs Balor in einer frühen irischen Sage. Die Eithne war über mehrere Jahrzehnte das Flaggschiff des Irish Naval Service. Ein für die irische Marine verwendetes Präfix LÉ steht für Long Éireannach („Irisches Schiff“).

## Geschichte
Die Eithne wurde ursprünglich als Patrouillenboot mit Hubschrauberdeck für Langstrecken-Fischereipatrouillen gebaut, das bis zu 30 Tage auf See sein sollte. Sie ist das einzige Schiff ihrer Klasse, da die anderen geplanten Einheiten der Eithne-Klasse nie gebaut wurden. Sie wurde 1984 in Dienst gestellt. Das Schiff war im Rahmen der Operation Pontus auch an der Flüchtlingsrettung im Mittelmeer beteiligt. Mitte 2019 wurde die Eithne zusammen mit der Orla wegen Personalmangels auf unbestimmte Zeit außer Betrieb genommen. Seit März 2020 war sie wieder im Einsatz. Als dienstältestes Schiff der irischen Marine sollte die Eithne in den nächsten Jahren durch ein Mehrzweckschiff (Multi-Role Vessel, kurz MRV) mit Hubschrauberdeck ersetzt werden.
Am 8. Juli 2022 wurde Eithne, zusammen mit der Ciara und der Orla, außer Dienst gestellt. Damit trennte sich der Irish Naval Service an einem Tag von einem Drittel seiner aktiven Schiffe.